# Алекса Поломац
Алекса Поломац (рођен 16. јуна 1997. године у Горњем Милановцу) је професионални српски одбојкаш и члан репрезентације Србије. Игра на позицији средњег блокера, а тренутно је члан ОК „Црвена звезда". 

## Биографија
Основну школу и Гимназију је завршио у Горњем Милановцу. Одбојку је почео да тренира са 7 година у клубу ОК „Таково" у Горњем Милановцу. У свом Клубу је провео веома успешних 11 година (улазак у Прву лигу Србије, треће место на Јуниорском првенству Србије, успешни наступи на разним међудржавним првенствима и турнирима). Постаје члан кадетске репрезентације Србије 2013. године (Балканска првенства, EYOF, Европска првенства).
Проглашен је за најбољег младог спортисту Општине Горњи Милановац за 2014.годину. Сезоне 2015/2016. постаје члан београдског клуба ОК „Партизан" и ту се афирмише као професионалац. У ОК „Партизан“ остаје две године, а у првој сезони, 2016.г, добија титулу најбољег младог одбојкаша у Супер лиги. Године 2016, са јуниорском репрезентацијом Србије, проглашен је за најбољег блокера Балканског првенства.
У сезонама 2017/2018. и 2018/2019. члан је ОК „Нови Пазар", са којим осваја КУП Србије, као и два СУПЕР КУП-а. Осим тога, били су и вицешампиони Србије, а он је био најбољи блокер Супер лиге. Сезону 2019/2020. играо је за ОК „Ница“ у Француској.
Године 2020. постаје члан клуба ОК „Млади радник" у Пожаревцу, где је лично имао успешну сезону 2020/2021. (други блокер Лиге, први нападач Лиге, десети поентер Лиге). На списку сениорске репрезентације нашао се први пут 2018. године, а у мају 2021. г. позван је на припреме са сениорском Б репрезентацијом и то заједно са својим млађим братом Андрејом (дизач у ОК „Таково“).